# پوست الکترونیکی

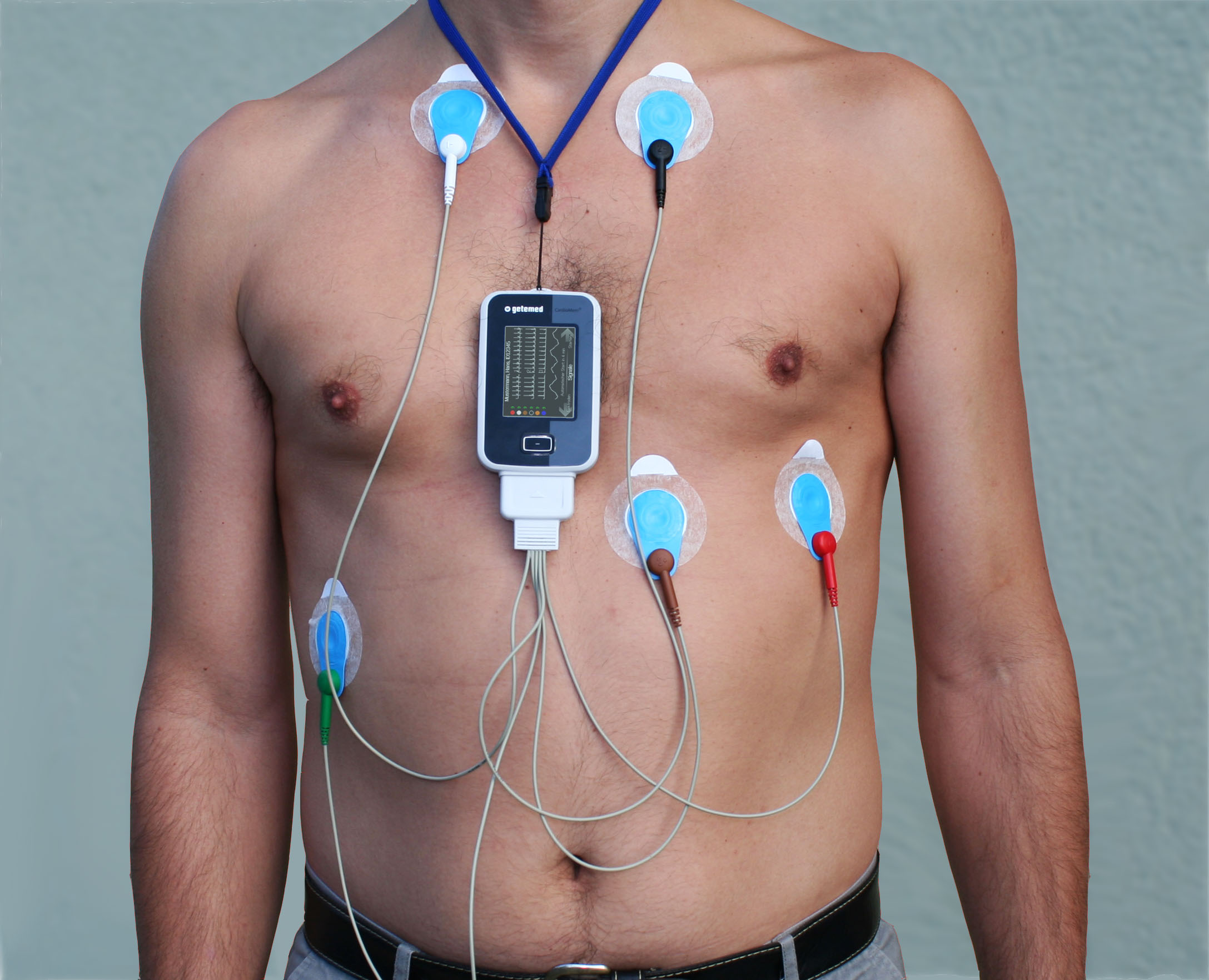
پوست الکترونیکی

پوست الکترونیکی آن دسته از وسایل الکترونیک گفته می‌شود که خم‌پذیر، با قابلیت کشسان و خودترمیم‌کننده باشند و قادر به تقلید از ویژگی‌های پوست انسان یا حیوانی از نظر توانایی حسی باشد . طیف وسیعی از مواد حاوی توانایی‌های سنجشی هستند تا بتوانند در مقابل شرایط محیطی مانند تغییرات گرما و فشار توانایی‌هایی مانند پوست انسان ایجاد می‌کنند.
پیشرفت‌های اخیر در زمینه پوست الکترونیکی متمرکز بر ترکیب مواد سبز و آگاهی به مسایل زیست‌محیطی در فرایند طراحی است. به عنوان یکی از چالش‌های اصلی در زمینه توسعه پوست الکترونیکی، توانایی مواد در مقاومت در برابر فشار مکانیکی و حس کردن عوامل محطی یا خواص الکترونیکی، قابلیت بازیافت پذیری و خود درمان بودن پوست است.